# Cercle de fées
Ne doit pas être confondu avec le rond de sorcières.

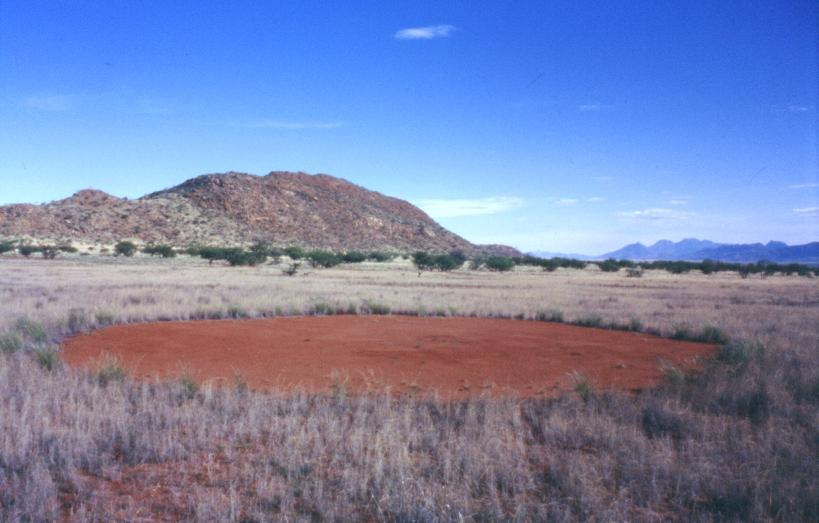
« Cercle de fées » en Namibie.

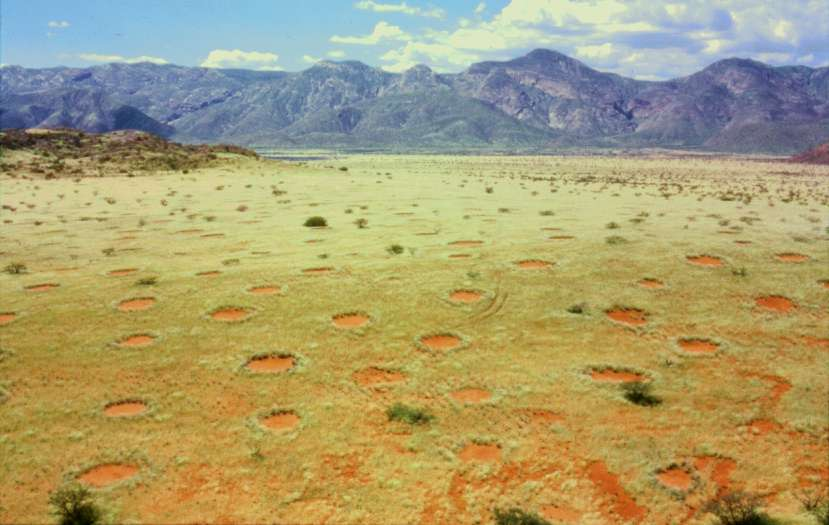
Cercles de fées dans la vallée de Marienfluss, en Namibie.

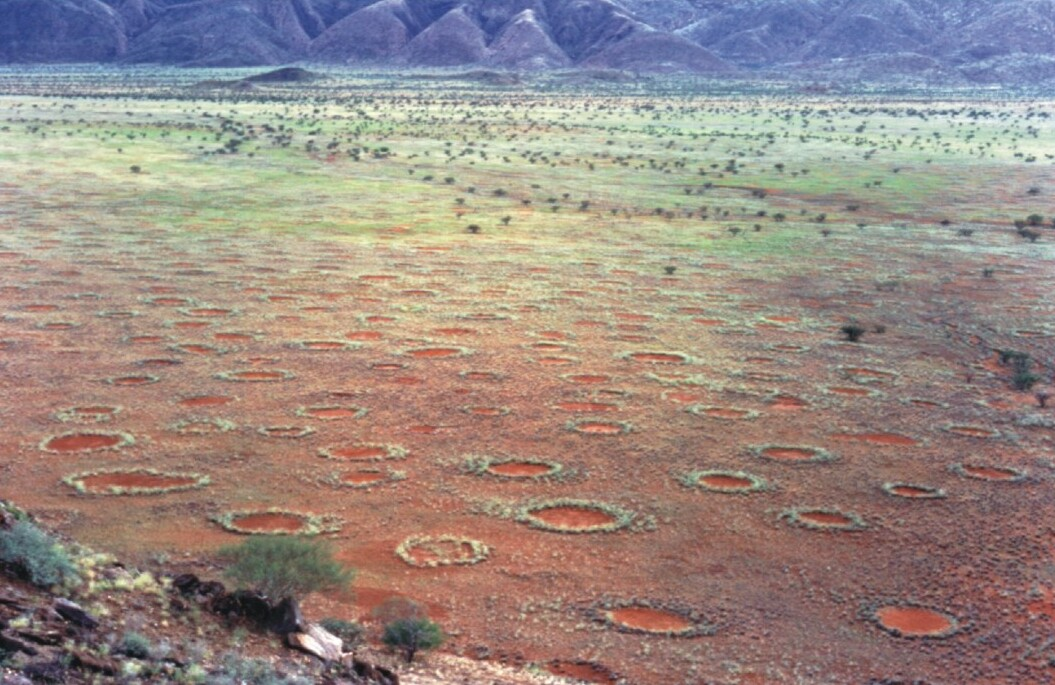
Densité des cercles de fées en Namibie.

Les cercles de fées sont de petites aires circulaires sans végétation, de forme globalement arrondie ou polygonale, présentes dans divers sites du globe, dont les prairies sèches naturelles du sud-ouest de l'Afrique australe, le nord-ouest de l'Australie et le Brésil.
Vues du ciel, ces taches forment des motifs ou patterns relativement réguliers ne pouvant pas être dus au hasard,,. 
De nombreuses hypothèses ont été envisagées et puis réfutées pour expliquer cette curiosité naturelle : pluies de météorites, radioactivité, sol toxique, remontées de gaz. La présence de certaines espèces de termites a particulièrement retenu l'attention des chercheurs (cf. une étude publiée en 2013). 
Des hypothèses scientifiques, publiées entre 2014 et 2016, envisagent une auto-organisation de l'écosystème, permise par la conjonction de contrôle abiotique et biotique, sans doute dans le cadre d'une compétition hydrique et pour les nutriments, et un phénomène au moins partiellement déterminé par la pluviométrie et la biodisponibilité de l'eau.
Une étude publiée en janvier 2017 conclut que les origines du phénomène peuvent être multiples, parmi les causes énumérées ci-dessus.

## Localisation
Ces cercles sont particulièrement bien représentés, denses, en région prairiale de Namibie, en Angola, en Afrique du Sud et en Australie à proximité de la ville de Newman dans le comté de Pilbara-Est. Il en existe également de plus isolés, au Brésil.

## Éléments de description
Ces cercles (fairy circles) sont constitués par une zone généralement circulaire à hexagonale de 2 à 12 mètres de diamètre. Au centre du cercle, le sol (latéritique) est mis à nu et une couronne d'herbes hautes se forme en périphérie, de 50 cm de hauteur en moyenne, plus que le reste de la matrice écopaysagère (de type prairiale aride) où la hauteur moyenne des plantes est d'une vingtaine de cm,.
Le disque devient légèrement concave (par érosion éolienne).
À partir de 50 centimètres sous le sol d'un cercle, on remarque une présence accrue d'eau, ce qui semble paradoxal quand on considère l'absence de végétation de surface, et la proximité des végétaux de la ceinture, surtout en zone aride.
En creusant le sable hors des cercles, on ne retrouve pas cette eau et l'humidité du sol diminue du centre de la tache vers la périphérie (logiquement, puisqu'en périphérie les plantes sont plus grandes et évapotranspirent donc plus). Il a aussi été montré que l'humidité présente dans la tache est inversement corrélée à la teneur en carbone organique du sol.

## Dynamiques spatio-temporelles
Ces cercles se développent et régressent, et disparaissent ou apparaissent pour certains, selon ce que Tschinkel dénomme un « cycle de vie ».  
Après plusieurs années (en moyenne 41 ans, mais jusqu'à 75 ans selon les données disponibles) la végétation envahit à nouveau le cœur de la tache, et seule subsiste - pendant un certain temps - la couronne d'herbes. Cette dynamique semble (empiriquement) régie par des facteurs fortement liés aux variations du climat.
Des comparaisons de photographies aériennes sur 50 ans ont permis de faire un suivi et d'estimer que sur cette période, le nombre de cercles reste globalement constant. Cependant, environ 10 % des cercles identifiés ont disparu et 10 % d'autres cercles sont apparus.
Les cercles sont moins nombreux et plus petits quand la pluie revient, et là où le taux d'azote est plus élevé. Les variations spatiotemporelles d'espacement entre ces cercles pourraient dépendre de phénomènes de concurrence inter-cercles pour la ressource en eau (et peut être en carbone, azote, etc.).

## Tradition orale et légendes
Leur origine énigmatique a conduit à l'appellation cercles de fées (fairy circles). Les discours invoquant le surnaturel évoquent un chemin d'accès à un autre monde, de l'empreinte de Dieu à une trace d'OVNI. Ces formations qui éveillent la curiosité sont à la fois intrigantes et divertissantes pour les écologues, les habitants, les touristes et, les amateurs de surnaturel. L'intérêt pour des formes géométriques répétées dans la nature est commun. Il contribue à développer de nombreuses explications empiriques non vérifiées. Il existe d'autres cas de plantes formant des cercles (ex : Stipagrostis ciliata dans le désert du Néguev ou des phénomènes de dévégétalisation prenant la forme d'un cercle dans les écosystèmes comme ceux produits par des champignons (dites ronds de sorcière).
Il est fréquemment dit que, pour le peuple de la région, les Himbas, ces cercles seraient la manifestation de divinités, d'ancêtres, etc.
Selon une autre perception, les Himbas n'accorderaient pas de signification mystique particulière aux cercles. Les Occidentaux les auraient entourés de légendes, imaginant des dieux ou des esprits des populations traditionnelles.

## Hypothèses explicatives

### Toxines
Une première hypothèse scientifique ou explicative supposait que ces cercles résultent de l'action de toxines végétales (de nombreuses plantes sécrètent des substances inhibant la croissance d'autres plantes et pouvant conduire à des formations clonales en anneau,), fongiques et/ou animales, qui causeraient la destruction ou l'inhibition de germination et/ou de croissance des plantes (peut-être à la suite d'un processus de sélection naturelle qui permettrait de mieux valoriser l'eau pluviale, ressource rare dans les régions concernées, ou de favoriser la formation de rosée). Certains auteurs ont supposé que les termites pourraient jouer un rôle important dans ce processus). Mais à ce jour, l'expérimentation n'a pu accréditer cette hypothèse impliquant un phénomène écotoxicologique naturel.

### Météorites
L'idée que les cercles étaient causés par l'impact de micro-météorites a pu être rapidement écartée grâce à l'observation de l'évolution des cercles sur photographies comparatives (apparition progressive, élargissement, réduction, disparition) et par comparaison avec des impacts avérés de météorites et, par des prospections n'ayant pas révélé de traces d'impacts ou de restes de météorites.

### Facteurs géochimiques ou biogéochimiques microbiens
Ce phénomène et d'autres phénomènes proches apparaissent toujours sur des sols anciens et peu fertiles où le cycle des nutriments et oligoéléments peut présenter des spécificités.
Plusieurs auteurs, dont Naudé Y & al en 2011, présentent des indices laissant penser que des facteurs géochimiques puissent aussi être en jeu. Des mesures du taux de monoxyde de carbone (comme indicateur de suintement de gaz naturel) ont été faites à l'intérieur et à l'extérieur de cercles de fées du Namib (Namibie, Afrique du Sud), ainsi que des analyses d'hydrocarbures. Ces analyses ont montré la présence de mélanges chimiques complexes présents dans le sol, en particulier la présence d'alcanes dans deux jeunes cercles (taches récemment formées). Des alcènes (qui sont des produits de la dégradation microbienne des alcanes, lesquels sont une source d'aliments pour la flore microbienne du sol), étaient aussi présents et significativement plus abondants dans les cercles qu'à leur extérieur dans la matrice entre des cercles. 
Cette étude a conclu à l’existence de micro-suintements gazeux d'hydrocarbures, qui pourraient faire des cercles de fées stériles un cas d'anomalie « géobotanique ». Les auteurs signalent que des phénomènes similaires pourraient expliquer les monticules mima (Mima mounds ou heuweltjies) du Cap-Occidental en Afrique du Sud . Reste à déterminer si ces suintements gazeux résultent de la putréfaction des racines, mycéliums et microbes associés antérieurement présents ou également d'une origine géologique.
Une origine géologique ou hydrogéologique prévaut pour les dégagements d'hydrogène étudiés au Brésil, dans certains cercles de fées situés dans le bassin de São Francisco,.

### Fourmis, termites
La présence de certaines fourmis pourraient à la fois être une cause et une conséquence de ces cercles et/ou de leur évolution spatio-temporelle.
Norbert Jürgens, botaniste à l'université de Hambourg, attribue ces formations aux termites des sables de l'espèce Psammotermes allocerus, dans un article de mars 2013. La conclusion se fonde sur l'analyse des espèces présentes dans les cercles ; si plusieurs espèces de fourmis et termites sont souvent présentes, seule P. allocerus a été relevée dans tous les cercles analysés.
Le mécanisme ne serait pas lié aux terriers mais à l'alimentation des termites. Celles-ci consommeraient les racines des plantes annuelles au centre du cercle, les laissant libres de végétation. En l'absence d'évapotranspiration causée par ces plantes, le cercle accumule l'eau des pluies et constitue une réserve pour les insectes et pour les plantes vivaces poussant à l'orée du cercle. Les termites installent principalement leurs nids sur les bords du cercle, sous la partie plus haute. À mesure que les termites consomment les racines des plantes vivaces de l'anneau de végétation, ces plantes poussent vers l'extérieur et le cercle s'agrandit. Cet écosystème, permettant la pousse des plantes vivaces par l'élimination des plantes annuelles, et produit par l'ingénierie des insectes, peut survivre à des sécheresses prolongées. Les termites bénéficieraient en outre d'une réserve d'eau protégée par la croute de latérite, et elles en feraient bénéficier les plantes de la couronne. Le sol ne serait dégradé que localement (dans les taches, et surtout par le vent, l'érosion hydrique étant limitée par la ceinture de végétation).

### Lien avec la compétition hydrique
Rietkerk  & al. en 2002 puis Cramer M.D & Barger N.N (2013) explorent la piste d'un phénomène écologique d'auto-organisation en patch des communautés végétales en réponse à un stress hydrique, et éventuellement avec des phénomènes de « facilitation écologique ». Ce type d'organisation en patchs régulièrement dispersés est observé dans divers environnements,,, et fréquente en milieu aride, mais encore incomplètement expliqué.
Une autre hypothèse publiée le 20 mai 2014 dans la revue Ecography, appuyée par un modèle mathématique, met en avant la compétition des plantes pour l'eau via un mécanisme de rétrocontrôle de la ressource par la biomasse.
En 2015, l'analyse rétrospective de 10 ans d'imagerie satellitaire de la Namibie a montré que le rythme et l'ampleur des croissance et décroissance des cercles de fées est corrélé aux variations de précipitations. Les années humides sont suivies d'une régression des cercles (en taille et en nombre), mais ils croissent à nouveau avec l'aridification de l'habitat naturel.
L'analyse morphopédologique, édaphique et hydrologique devrait permettre d'avancer vers une explication plausible. Ailleurs dans le monde des cas d'érosion des sols présentant des "taches chauves" ou des motifs réguliers ont été observés (sans explication des motifs dans le cas des taches dévégétalisées).